# Tennistoernooi van Rome 2006
|                                     |  |                                         |
| Rafael Nadal, winnaar bij de mannen |  | Martina Hingis, winnares bij de vrouwen |

Het tennistoernooi van Rome van 2006 werd van 8 tot en met 21 mei 2006 gespeeld op de gravelbanen van het Foro Italico in de Italiaanse hoofdstad Rome. De officiële naam van het toernooi was Internazionali d'Italia.
Het tennistoernooi van Rome trok 113.707 toeschouwers.
Het toernooi bestond uit twee delen:
- ATP-toernooi van Rome 2006, het toernooi voor de mannen, van 8 tot en met 14 mei
- WTA-toernooi van Rome 2006, het toernooi voor de vrouwen, van 15 tot en met 21 mei

ATP-toernooi van Rome – WTA-toernooi van Rome

1990 · 1991 · 1992 · 1993 · 1994 · 1995 · 1996 · 1997 · 1998 · 1999 · 2000 · 2001 · 2002 · 2003 · 2004 · 2005 · 2006 · 2007 · 2008 · 2009 · 2010 · 2011 · 2012 · 2013 · 2014 · 2015 · 2016 · 2017 · 2018 · 2019 · 2020 · 2021 · 2022 · 2023 · 2024